# Gambrus conjungens
Gambrus conjungens är en stekelart som först beskrevs av Tschek 1871.  Gambrus conjungens ingår i släktet Gambrus och familjen brokparasitsteklar. Inga underarter finns listade i Catalogue of Life.